# Peugeot J5
Peugeot J5 – samochód dostawczy produkowany przez firmę Sevel Sud w latach 1981–1993. Następca modelu Peugeot J7. Do napędu używano kilku różnych silników. Moc przenoszona była na oś przednią. Samochód produkowano w Val di Sangro we Włoszech. Był to samochód bliźniaczy pod względem technicznym do modeli Citroën C25 oraz Fiat Ducato. Na rynku brytyjskim w latach 1986–1992 oferowany był pod nazwą Talbot Express.

## Silniki
Benzynowe
- 1796 cm³ (51 kW 69 KM)
- 1971 cm³ (55 kW 75 KM)
- 1971 cm³ (62 kW 84 KM)

Diesla
- 1905 cm³ (51 kW 70 KM)
- 2499 cm³ (54 kW 74 KM)
- 2499 cm³ (70 kW 95 KM)

## Galeria

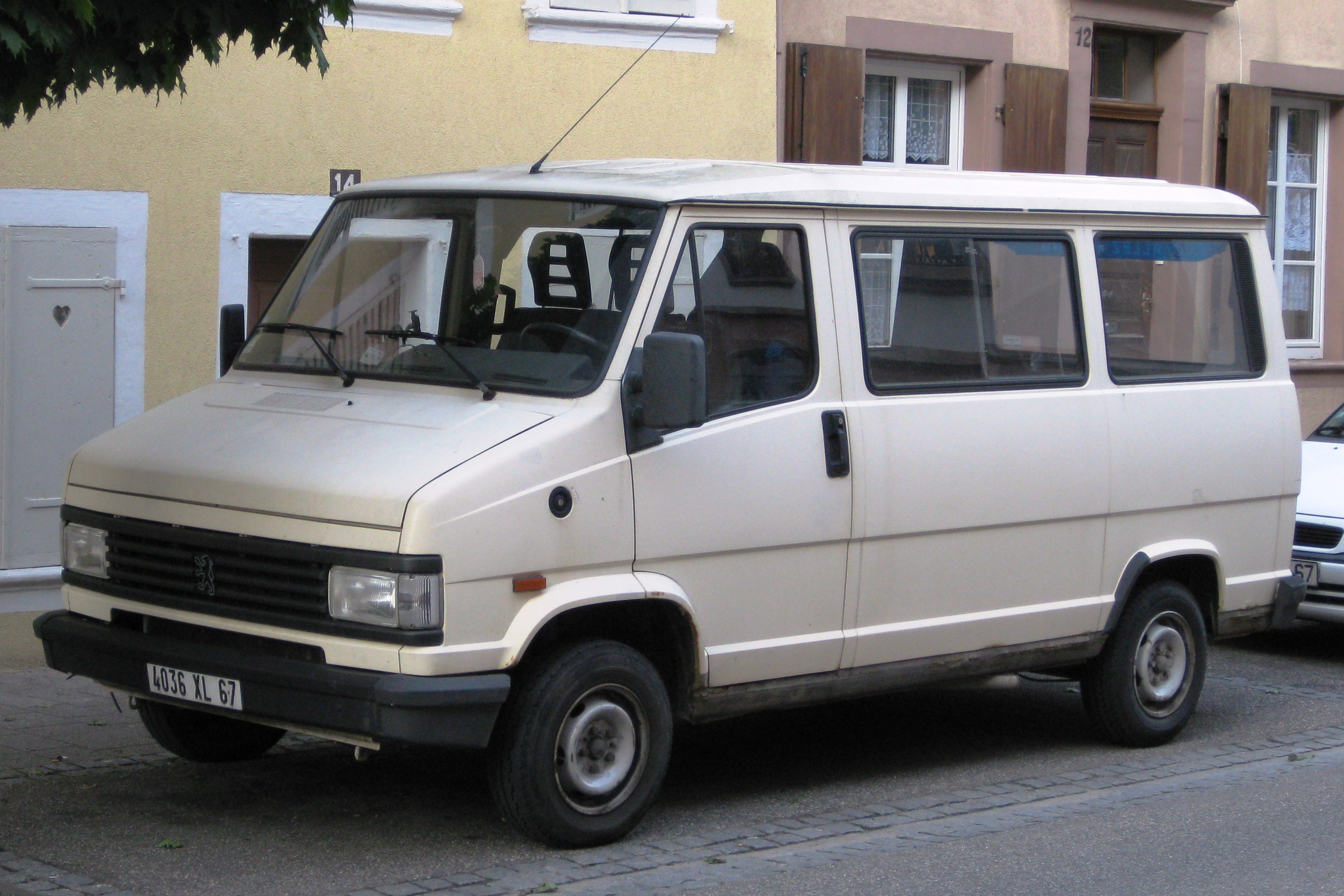
Peugeot J5 po faceliftingu
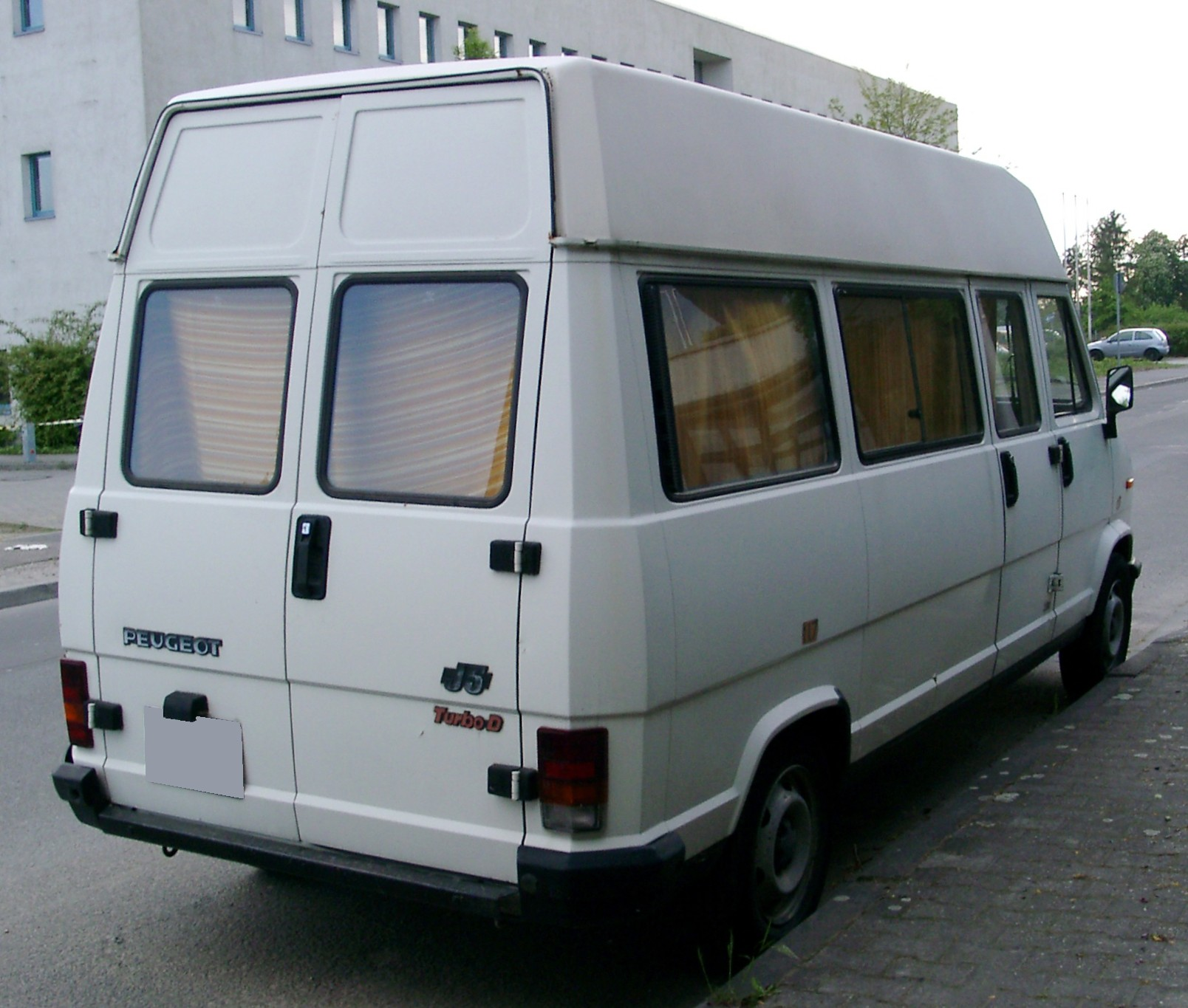
Peugeot J5 – tył pojazdu
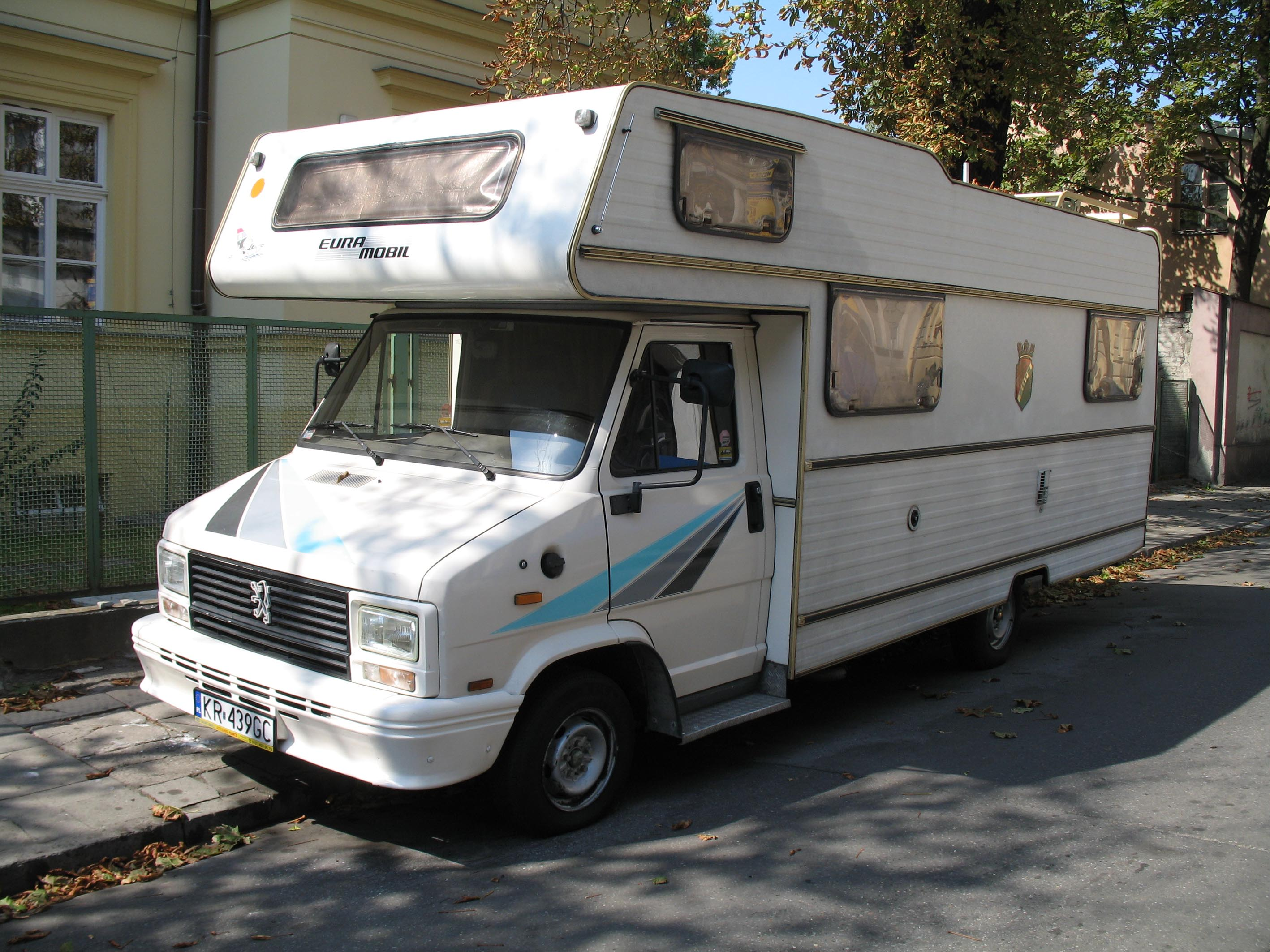
Kamper Peugeot J5
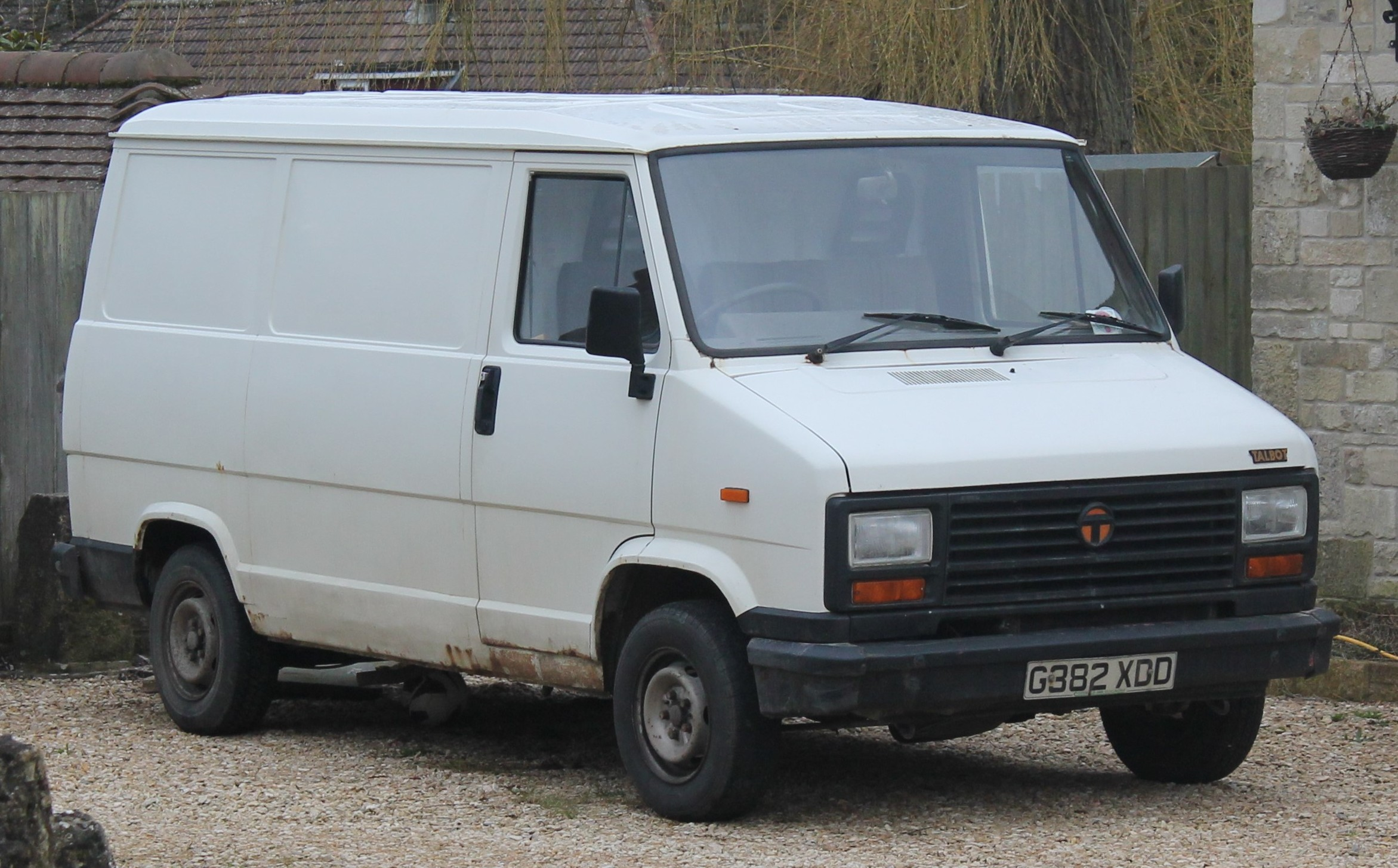
Talbot Express
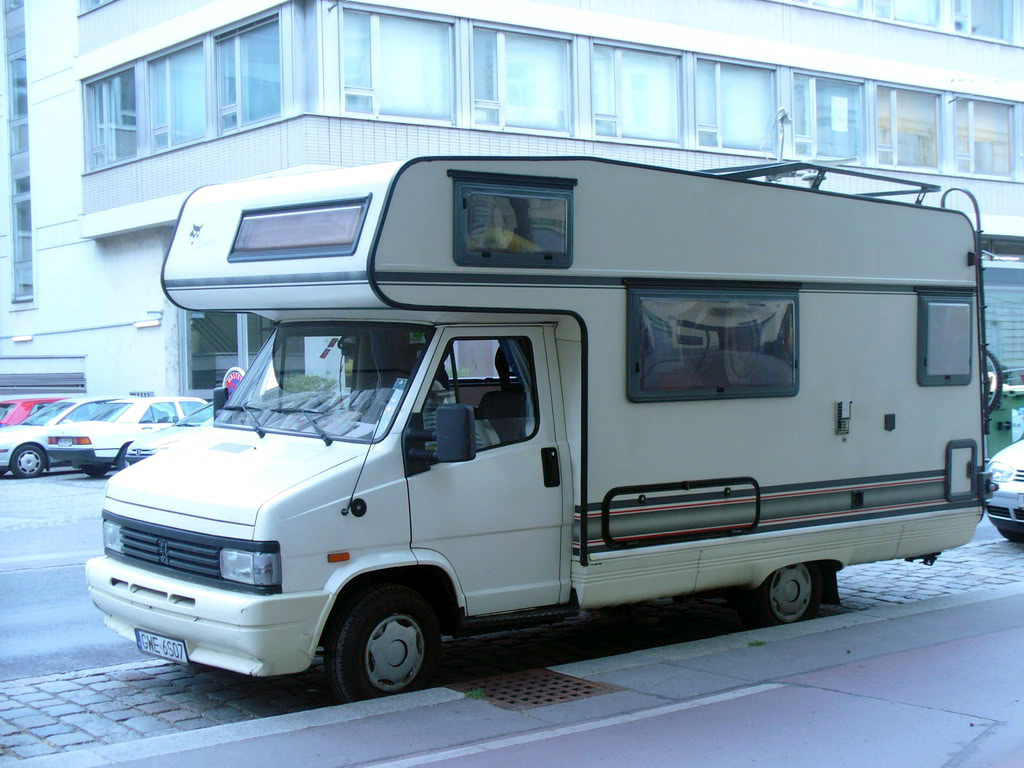
Peugeot J5 Kamper